# Anatolij Ivanovič Barjatinskij
Anatolij Ivanovič Barjatinskij (in russo Анатолий Иванович Барятинский?; 15 agosto 1821 – 21 dicembre 1881) è stato un ufficiale russo.

## Biografia
Era il figlio del principe Ivan Ivanovič Barjatinskij, e della sua seconda moglie, la contessa Marija Fëdorovna Keller.

## Carriera
Nel 1839 fu promosso al grado di guardiamarina. Nel 1849 entrò nell'esercito, ha preso parte alla repressione della rivoluzione ungherese del 1848 e 1849. Ha partecipato alle battaglie di Vác e Debrecen.
Dal 1854 partecipò alla guerra di Crimea come membro delle forze operanti sul Danubio e poi trascorse sette mesi a Sebastopoli, dove venne nominato colonnello e aiutante di campo.
Nel 1856 fu nominato comandante delle guardie del 2º Battaglione di Fanteria. Nel 1859 è stato promosso a maggiore generale, con la nomina di comandante del Reggimento Preobraženskij.
Nel 1866 fu nominato aiutante generale e nel 1867 promosso a tenente generale.

## Matrimonio

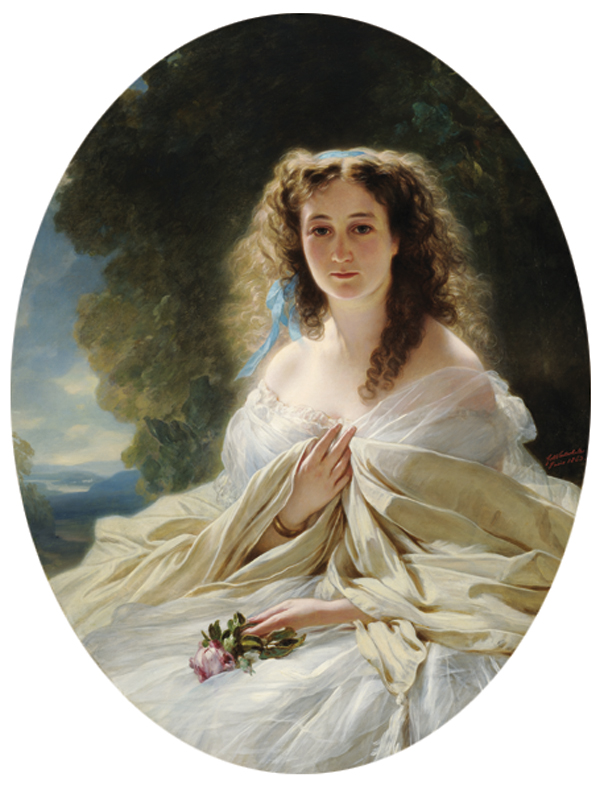
Ritratto di Olimpia Vladimirovna Kablukova, di Franz Xaver Winterhalter, 1863.

Nel 1842 sposò Olimpiada Vladimirovna Kablukova (1822-1904), figlia del tenente generale Vladimir Ivanovič Kablukov e nipote del conte Pëtr Vasillovič Zavadovskij. Ebbero due figli:
- Vladimir Anatol'evič (1843-1914)
- Aleksandr Anatol'evič (1846-1914)

## Ascendenza
|                                                   |                                   |                                                         | Genitori                                                           |  |  | Nonni |  |  | Bisnonni                        |  |  | Trisnonni                       |  |
|                                                   |                                   |                                                         |                                                                    |  |  |       |  |  | 8. Sergej Ivanovič Barjatinskij |  |  | 16. Ivan Feodorovič Bariatinski |  |
|                                                   |                                   |                                                         |                                                                    |  |  |       |  |  | 8. Sergej Ivanovič Barjatinskij |  |  | 16. Ivan Feodorovič Bariatinski |  |
|                                                   |                                   | 17. Natal'ja Gavrilovna Golovkina                       |                                                                    |  |  |       |  |  | 8. Sergej Ivanovič Barjatinskij |  |  |                                 |  |
| 4. Ivan Sergeevič Barjatinskij                    |                                   |                                                         |                                                                    |  |  |       |  |  | 8. Sergej Ivanovič Barjatinskij |  |  |                                 |  |
|                                                   |                                   | 9. Mavra Stepanova Savelova                             | 18. Afanasj Timofeevič Savelov                                     |  |  |       |  |  |                                 |  |  |                                 |  |
|                                                   |                                   | 9. Mavra Stepanova Savelova                             | 18. Afanasj Timofeevič Savelov                                     |  |  |       |  |  |                                 |  |  |                                 |  |
|                                                   |                                   | 9. Mavra Stepanova Savelova                             | 19. Ekaterina Ivanovna Velyaminova-Zernova                         |  |  |       |  |  |                                 |  |  |                                 |  |
| 2. Ivan Ivanovič Barjatinskij                     |                                   | 9. Mavra Stepanova Savelova                             |                                                                    |  |  |       |  |  |                                 |  |  |                                 |  |
|                                                   |                                   | 10. Peter August von Schleswig-Holstein-Sonderburg-Beck | 20. Friedrich Ludwig von Schleswig-Holstein-Sonderburg-Beck        |  |  |       |  |  |                                 |  |  |                                 |  |
|                                                   |                                   | 10. Peter August von Schleswig-Holstein-Sonderburg-Beck | 20. Friedrich Ludwig von Schleswig-Holstein-Sonderburg-Beck        |  |  |       |  |  |                                 |  |  |                                 |  |
|                                                   |                                   | 10. Peter August von Schleswig-Holstein-Sonderburg-Beck | 21. Luise Charlotte von Schleswig-Holstein-Sonderburg-Augustenburg |  |  |       |  |  |                                 |  |  |                                 |  |
| 5. Katharina von Schleswig-Holstein-Holstein-Beck |                                   | 10. Peter August von Schleswig-Holstein-Sonderburg-Beck |                                                                    |  |  |       |  |  |                                 |  |  |                                 |  |
|                                                   |                                   | 11. Natal'ja Nikolaevna Golovina                        | 22. Nikolai Fëdorovič Golovin                                      |  |  |       |  |  |                                 |  |  |                                 |  |
|                                                   |                                   | 11. Natal'ja Nikolaevna Golovina                        | 22. Nikolai Fëdorovič Golovin                                      |  |  |       |  |  |                                 |  |  |                                 |  |
|                                                   |                                   | 11. Natal'ja Nikolaevna Golovina                        | 23. Sofia Nikitichnaya Pushkina                                    |  |  |       |  |  |                                 |  |  |                                 |  |
| 1. Anatolij Ivanovič Barjatinskij                 |                                   | 11. Natal'ja Nikolaevna Golovina                        |                                                                    |  |  |       |  |  |                                 |  |  |                                 |  |
|                                                   | 12. Christoph Dietrich von Keller | 24. Friedrich Heinrich von Keller                       |                                                                    |  |  |       |  |  |                                 |  |  |                                 |  |
|                                                   | 12. Christoph Dietrich von Keller | 24. Friedrich Heinrich von Keller                       |                                                                    |  |  |       |  |  |                                 |  |  |                                 |  |
|                                                   | 12. Christoph Dietrich von Keller | 25. Maria Magdalena von Zeller                          |                                                                    |  |  |       |  |  |                                 |  |  |                                 |  |
| 6. Dorotheus Ludwig Christoph von Keller          | 12. Christoph Dietrich von Keller |                                                         |                                                                    |  |  |       |  |  |                                 |  |  |                                 |  |
|                                                   |                                   | 13. Eleonore von Mauchenheim                            | 26. Friedrich Ludwig von Mauchenheim                               |  |  |       |  |  |                                 |  |  |                                 |  |
|                                                   |                                   | 13. Eleonore von Mauchenheim                            | 26. Friedrich Ludwig von Mauchenheim                               |  |  |       |  |  |                                 |  |  |                                 |  |
|                                                   |                                   | 13. Eleonore von Mauchenheim                            | 27. Auguste Caroline von Leutzsch                                  |  |  |       |  |  |                                 |  |  |                                 |  |
| 3. Marie Wilhelmina von Keller                    |                                   | 13. Eleonore von Mauchenheim                            |                                                                    |  |  |       |  |  |                                 |  |  |                                 |  |
|                                                   |                                   | 14. Christian Ludwig zu Sayn-Wittgenstein-Berleburg     | 28. Ludwig Franz zu Sayn-Wittgenstein-Berleburg                    |  |  |       |  |  |                                 |  |  |                                 |  |
|                                                   |                                   | 14. Christian Ludwig zu Sayn-Wittgenstein-Berleburg     | 28. Ludwig Franz zu Sayn-Wittgenstein-Berleburg                    |  |  |       |  |  |                                 |  |  |                                 |  |
|                                                   |                                   | 14. Christian Ludwig zu Sayn-Wittgenstein-Berleburg     | 29. Helene Amelie zu Solms-Baruth                                  |  |  |       |  |  |                                 |  |  |                                 |  |
| 7. Amalia Louise zu Sayn-Wittgenstein-Berleburg   |                                   | 14. Christian Ludwig zu Sayn-Wittgenstein-Berleburg     |                                                                    |  |  |       |  |  |                                 |  |  |                                 |  |
|                                                   |                                   | 15. Amalie Ludowika Finck von Finckenstein              | 30. Elias Ernst Finck von Finckenstein                             |  |  |       |  |  |                                 |  |  |                                 |  |
|                                                   |                                   | 15. Amalie Ludowika Finck von Finckenstein              | 30. Elias Ernst Finck von Finckenstein                             |  |  |       |  |  |                                 |  |  |                                 |  |
|                                                   |                                   | 15. Amalie Ludowika Finck von Finckenstein              | 31. Maria Louise Luisa van Reichau                                 |  |  |       |  |  |                                 |  |  |                                 |  |
|                                                   |                                   | 15. Amalie Ludowika Finck von Finckenstein              |                                                                    |  |  |       |  |  |                                 |  |  |                                 |  |